# Chanson de rupture
Une chanson de rupture est une chanson dont les paroles évoquent une rupture amoureuse et les sentiments qu'elle provoque, de la tristesse à la gratitude en passant par la colère. Variation de la chanson d'amour, elle devient si courante dans les sociétés postmodernes qu'elle est parfois classifiée comme formant désormais un genre musical à part entière.

## Exemples
- Aline, de Christophe (1965).
- Angie, de The Rolling Stones (1973).
- Every Breath You Take, de The Police (1983).
- Someone Like You, d'Adele (2011).
- Somebody That I Used to Know, de Gotye (2011).
- Let Her Go, de Passenger (2012).
- Ya Lil (Al Anisa Farah), de Ramage (2019).